# 拉斯·卢卡斯·迈
拉斯·卢卡斯·“拉塞”·迈（德語：Lars Lukas „Lasse“ Mai，2000年3月31日—）是一位德国足球运动员，自2014起效力于拜仁慕尼黑，他現在效力瑞士足球超级联赛球隊盧加諾，于场上司职后卫。

## 足球生涯

### 俱乐部生涯
迈于2014年从德累斯顿迪纳摩转投拜仁慕尼黑青训营，并自2014-15赛季起成为U16梯队的主力球员。在接下来的赛季中，他跟随U17梯队参加了24场U-17德甲联赛并射入1球，同时也代表U19梯队参加了一场U-19德甲联赛。至2016-17赛季，迈在U-17德甲中出场22次，射入2球；并再次获得1次U-19德甲的出场机会。赛季结束后，他以拜仁U17队长的身份夺得U-17德甲联赛冠军，并获颁弗里茨·瓦尔特奖17岁年龄段组别的铜奖。
在2017-18赛季，迈终于晋身U19梯队。2017年7月30日，他甚至入选拜仁二队，在客场以2比2战平下弗灵的比赛中完成地区联赛首秀。但在赛季的其余时间，他仍代表U19梯队出场，并出任场上队长。
2018年4月21日，在拜仁一线队提前夺得德甲冠军的情况下，时任主教练的尤普·海因克斯遂于客场3比0战胜汉诺威96的德甲联赛中轮休了大批主力，使迈得以首次作为后卫踢满全场，完成职业比赛亮相。在此之前，他已于1月跟随一线队参加了在卡塔尔多哈举行的冬训营。首秀六天后，他得到了首份职业合同，期至2021年6月30日止。翌日，他又在主场对阵和睦法兰克福的比赛中再度踢满90分钟，继而在客场对阵皇家马德里的欧冠半决赛次回合比赛、以及该赛季的最后两场德甲联赛中被列入参赛大名单，但未获出场。
至2018-19赛季，迈重回二队，却因伤病而错过了联赛开局。在康复后，他成为拜仁二队的主力中后卫，但也曾偶尔代表U19梯队参加U19德甲联赛和歐洲青年聯賽。总体而言，迈于该赛季共代表二队参加了27场地区联赛，并参加了两场升级附加赛，帮助球队成功升入德丙联赛。而在一线队中，迈曾七次坐在德甲联赛的替补席上，但从未获得时任主教练尼科·科瓦奇的召用。

### 国家队生涯
对于德国足协下属最年轻的国家队——德国U15，迈曾于2015年5月参加过两场对阵荷兰的比赛。随后，他自2015年10月起效力于德国U16，并在以4比2战胜奥地利的首秀中便射入其首个入球。接下来至2016年2月，迈还代表德国U16参加了另外五场比赛，其中部分是作为替补出场。
自2016年9月起，他入选德国U17，并于2017年5月作为主力球员参加了在克罗地亚举行的欧洲U-17足球锦标赛。其中在第一场以5比0战胜波黑的分组赛中，迈于第2分钟便射入了己队的赛事首球；而在半决赛对阵西班牙的最终点球大战中，他则射失了一记点球，导致己队遭到淘汰。晋级半决赛同样意味着德国U17获得了2017年10月在印度举行的U-17世界盃参赛权。迈在这届赛事中再次作为主力球员，跟随球队直至四分之一决赛遭淘汰。自此之后，迈开始晋升至德国U18，但在该梯队中仅出场过1次。
2019年秋季，迈被召入德国U19，但于当时在亚美尼亚进行的比赛中未能获得出场机会。2019年3月，他则参加了全部三场欧洲U-19足球锦标赛预选赛，却未能晋级决赛圈。

### 荣誉及奖项
荣誉
- 德国足球冠军：2018年
- 巴伐利亚地区联赛冠军：2019年
- 德国U-17足球冠军：2017年

奖项
- 弗里茨·瓦尔特奖：U17组铜奖（2017年）

## 个人生活
迈的父亲拉斯（1970年出生）曾于2013年11月至2017年9月间担任德累斯顿迪纳摩的监事会成员。他的长兄塞巴斯蒂安（1993年出生）也是一位足球运动员。他的称号及绰号是“拉塞”（Lasse）。